# Lucía G. Atehortúa
Lucía Atehortúa Garcés (1949) es una botánica, pteridóloga, y taxónoma colombiana. Ha trabajado extensamente con investigaciones en la familia de Sur y Centroamérica de las piperáceas.
En 1978 obtuvo la Licenciatura de grado de Ciencias biológicas por la Universidad de Antioquia. Luego en 1981, su M.Sc. por la Universidad de Nueva York, a posteriori su Ph.D., en 1983. Desarrolla actividades académicas en la Universidad de Antioquia como coordinadora de biotecnología. Además de esto, fue una de las impulsoras del proyecto Flora de Antioquia, el cual concluyó en el año 2011 con la publicación del Catálogo de plantas vasculares del departamento de Antioquia.

## Algunas publicaciones
- d.a. Ramírez, a.r. Galindo, p.a. Zapata, d.f. Rojas, c. Fernández, l.g. Atehortúa. 2010. Efecto de los campos eléctricos sobre la producción de biomasa micelial del hongo medicinal Ganoderma lucidum (W:Curt.: Fr) P.Karst. (Ganodermataceae). Revista Actualidades Biológicas 32(92): 5-17 ISSN 0123-34

- David A. Ramírez Cadavida, Sandra V. Muñoz Castaneda, Lucía Atehortúa Garcés, Frederick C. Michel Jr. 2010. Effects of different wavelengths of light on lignin peroxidase production by the white-rot fungi Phanerochaete Chrysosporium grown insubmerged cultures. Bioresources Technology 101: 9213-9220 ISSN 0960-8524

- j.t. Mickel, l.g. Atehortúa. 1980. Subdivision of the genus Elapho glossum. Amer. Fern J. 70: 47-68
- La abreviatura «Atehortúa» se emplea para indicar a Lucía G. Atehortúa como autoridad en la descripción y clasificación científica de los vegetales.[3]